# يوسف شريف رزق الله
يوسف شريف رزق الله (1942 - 2019) ناقد سينمائي ومذيع مصري راحل، كان يعد أقدم وأبرز نقاد السينما الغربية في مصر والوطن العربي، حيث ذاع صيته من فترة السبعينيات حيث كان يقوم بتغطية مهرجانات السينما العالمية مثل مهرجان كان السينمائي، واشتهر بتقديمه برنامج نجوم وأفلام وتليسينما وسينما × سينما وإعداد برنامجي أوسكار ونادي السينما الذي تم عرضهما على التلفزيون المصري، بالإضافة لتقديمه عدة برامج سينمائية أخرى.
عمل رزق الله رئيساً لتحرير النشرات الإخبارية في مراقبة الأخبار باتحاد الإذاعة والتلفزيون المصري، ثم أصبح رئيسا لقناة النيل الدولية (1997-2002)، ثم شغل منصب رئيس قطاع التعاون الدولى بمدينة الإنتاج الإعلامى، ورئيسا لجهاز السينما بالمدينة، كما شغل منصب السكرتير الفنى لمهرجان القاهرة السينمائي الدولى منذ عام 1987 ثم أصبح مديرا فنيا للمهرجان منذ عام 2000، وتولى رئاسة جمعية الفيلم المصرية من (1978 إلى 1994)، وشارك في لجان التحكيم في مهرجانات عديدة في فرنسا وإيطاليا وهولندا.
نال العديد من التكريمات والجوائز ومنها وسام الفنون والآداب بدرجة فارس من الحكومة الفرنسية، وتوفي في يوليو 2019 بعد صراع مع المرض.

## حياته
ولد يوسف شريف رزق الله في حي غمرة بالقاهرة، وكان والده يعمل مترجماً، تخرج من مدرسة الجزويت سنة 1961 وكان متفوقاً في دراسته، فقد حصل على المركز الخامس على الجمهورية في شهادة الثانوية العامة، ثم ألتحق بكلية الاقتصاد والعلوم السياسية جامعة القاهرة وتخرج منها عام 1966 في تخصص العلوم السياسية، التحق بالعمل في وزارة الإرشاد القومي (وزارة الإعلام حالياً) في قطاع الاستعلامات عام 1967 لكنه لم يحب العمل بها فألحقها بدبلومة آخرى في معهد التليفزيون ليدخل ماسبيرو من باب قطاع الأخبار، عمل محررا ثم رئيسا للتحرير للنشرات الإخبارية في مراقبة الأخبار باتحاد الإذاعة والتليفزيون والذي تدرج في مناصبه حتى وصل إلى رئيس تحرير.
كان يكتب مقالات سينمائية بعدد من المطبوعات الصحفية بخلاف بعض الأنشطة السينمائية التي كان يشارك بها مثل نادي القاهرة للسينما الذي كان يعرض فيلمًا للجمهور ويفتح نقاشًا معهم، ومن هنا بدأ شغفه بالسينما، وفي عام 1975 قام بإعداد برنامج «نادي السينما» والذي كان البوابة الأولى لعبور حب السينما العالمية للكثير من المصريين، وقدم بعدها برنامج «أوسكار» عام 1980 والذي كان يمزج فيه بين التجربة السينمائية والتاريخية والاجتماعية عندما كان يعمل معدًا له وتولى إعداد وتقديم برنامج آخر عن السينما المصرية بعنوان «نجوم وأفلام» والذي سجل منه العديد من اللقاءات مع رموز السينما المصرية، ثم قدم برنامج «ستار» الذي كان بمثابة نقلة كبيرة للشاشة، حيث كان يستضيف أحد نجوم السينما العالميين في ذلك الوقت.
تولى منصب رئيس قناة النيل الدولية من 1997 حتى عام 2002، رئيس قطاع التعاون الدولى بمدينة الإنتاج الإعلامى 2007 - 20119، رئيس جهاز السينما بمدينة الإنتاج الإعلامى 2011- 2012.
وفي عام 2012 كان رزق الله من بين الشخصيات الذين تم اختيارهم من قبل جمعية الأفلام البريطانية BFI لنحو 1000 شخص من مخرجين ونقاد وصانعوا أفلام من 73 دولة للتصويت على قائمتها لأفضل الأفلام عبر التاريخ.

## برامجه التلفزيونية
شارك في إعداد برنامجي (أوسكار، نادي السينما) الذان كانا يتمتعان بشهرة عالية على التلفزيون المصري، كما قدّم الكثير من البرامج السينمائية على القناة الثانية في التليفزيون المصرى من إعداده مثل:
- (نجوم وأفلام) عن رواد السينما المصرية من خلال حوارات معهم 1980 - 1981.
- تليسينما 1981 - 1995.
- ستار لقاءات مع نجوم السينما الأمريكية 1986- 1994.
- سينما في سينما 1994 - 2004.
- الفانوس السحرى على قناة نايل لايف 2004 - 2008.
- سينما رزق الله على قناة نايل لايف 2008- 2010.[14][17][18]

## عمله في المهرجانات الدولية
شارك في لجان تحكيم عدد من مهرجانات السينما مثل ستراسبورج 1987 و2012 وميلانو 1993 ومهرجان روتردام 2006 ومونبيلييه 2012.
عمل كسكرتير فنى لمهرجان القاهرة السينمائي الدولى منذ عام 1987 ثم أصبح مديرا فنيا للمهرجان منذ سنة 2000، ورفض تولي رئاسة مهرجان القاهرة عدة مرات لأنه لم يكن يفضل المهام الإدارية والتنظيمية وغيرها، وكان المدير الفنى لمهرجان الأقصر للسينما الأوربية والمصرية.

## جوائز وتكريم
نال وسام الفنون والآداب بدرجة فارس من الحكومة الفرنسية، وكرمه مهرجان القاهرة السينمائي الدولى عام 2018.

## وفاته
توفي في 12 يوليو 2019 عن عمر ناهز الـ77 عاما إثر وعكة صحية وأنتقل للعناية المركزة ثم وافته المنية، وشيعت جنازته من مسجد السلطان حسين بمنطقة العروبة في مصر الجديدة.

## وصلات خارجية
- يوسف شريف رزق الله على موقع أرشيف الشارخ.
- يوسف شريف رزق الله على موقع IMDb (الإنجليزية)
- يوسف شريف رزق الله في قاعدة بيانات الأفلام على الإنترنت